# Tomáš Slavík
Tomáš Slavík (* 29. dubna 1981 Jilemnice) je bývalý český sdruženář, který závodil v letech 2001–2015.
Startoval na Zimních olympijských hrách 2006, 2010 a 2014, jeho nejlepším individuálním umístěním je 20. místo ze závodu se středním můstkem ve Vancouveru 2010. Na týchž hrách pomohl českému týmu k osmému místu v závodě družstev, stejně jako v Turíně 2006. V Soči 2014 byl s českým týmem sedmý. Pravidelně se účastnil světových šampionátů, nejlépe byl sedmý v závodě s velkým můstkem na MS 2011.
Sportovní kariéru ukončil po sezóně 2014/2015.